# Nokia 1209
Nokia 1209 este un telefon cu un ecran color CSTN cu rezoluție de 96 x 68 pixeli și este succesorul lui Nokia 1200.
Nokia 1209 oferă un suport până la 80 de limbi și opțiuni de cinci agende telefonice separate fiecare cu până la 200 de înregistrări individuale.
Oficalii Nokia au susținut că Nokia 1209 dispune de filtre de anulare a zgomotului care reduc zgomotul de fundal pentru o calitate îmbunătățită a sunetului și de faptul că telefonul are o tastatură rezistentă la praf fabricat din cauciuc și are o lanternă pe partea de sus. 
Bateria oferă 360 ore în standby și 45 ore timp de convorbire.

Caracteristici
- Ecran CSTN de 1.4 inchi cu rezoluția de 96 x 98 pixeli
- Mufă audio de 3.5 mm
- Tastatură rezistentă la praf
- Telefonul suportă până la 200 de contacte